# Land van den Bergh
Het Land van den Bergh, Bannerij van 's-Heerenberg of landdrostambt Bergh was een bannerheerlijkheid in het graafschap Zutphen waartoe 's-Heerenberg en de heerlijkheden Didam, Etten, Zeddam, Gendringen, Netterden en Westervoort behoorden. Een groot deel van het Land van den Bergh behoorde daarnaast tot het rentambt Liemers.

## Gebied
Een Gelderse rentmeestersrekening uit 1340 vermeldt dat Gelre in zijn rentambt Liemers goederen bezat te Weel, Zevenaar, Bedburg (Babberich), Angeroyen, Westervoort, Duiven, Groessen, Beek en Zeddam. Met de genoemde plaatsen worden hier kerspelen aangeduid, waarbij het gebied van het Land van den Bergh grotendeels onder de parochies Beek en Zeddam vielen. 
De grenzen van het landdrostambt Bergh vielen niet samen met de latere gemeente Bergh. Het stadje 's-Heerenberg bezat een apart rechtsgebied binnen het Landdrostambt. Daarnaast het kerspel 's-Heerenberg een deel dat buiten de stad lag en de kerspelen Netterden en Zeddam. Het kerspel Netterden werd later aan de gemeente Gendringen toegevoegd, de buurtschappen Bergerdijk en de vier Heezen kwamen op Pruisisch grondgebied te liggen door het grenstractaat van 7 oktober 1816 met Pruisen. Het gebied van het kerspel Zeddam is later opgegaan in de gemeente Bergh. Naast het kerkdorp Zeddam ook de buurschappen Azewijn, Braamt, Kilder, Lengel, Stokkum, Vethuizen, Vinkwijk en Wijnbergen.

## Geschiedenis

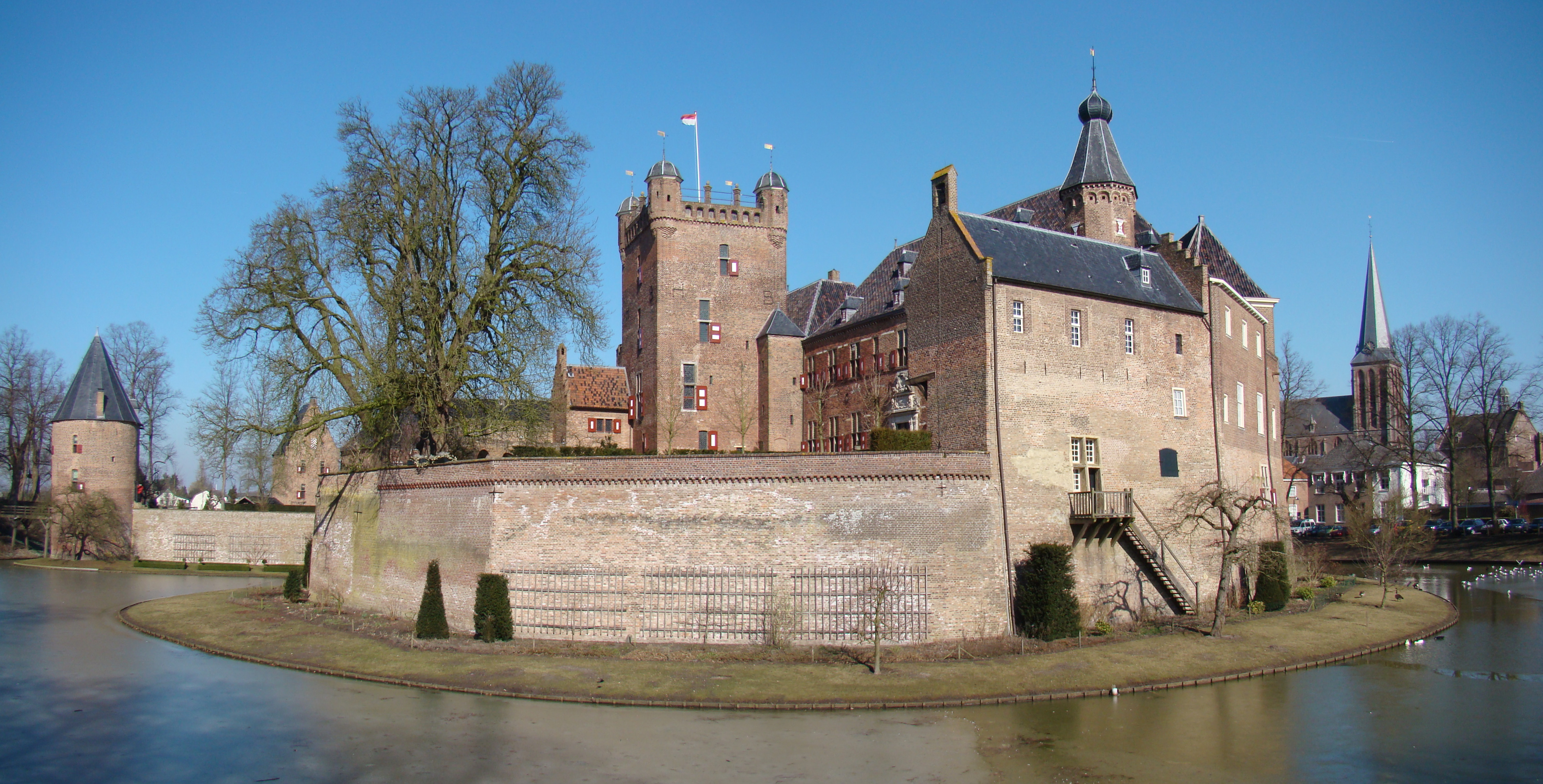
Huis Bergh in 's-Heerenberg

De oudst bekende heer Van den Bergh was de uit Armenië stammende Constantinus de Melegarde die zich tussen 1100 en 1125 in deze streek vestigde. Hij noemde zich sindsdien Constantinus de Monte. De heren resideerden aanvankelijk op Montferland, maar stichtten in 1250 het Huis Bergh op zijn huidige locatie. De tak van Constantinus stierf in 1416 uit en werd opgevolgd door de heren van der Leck. Oswald I van den Bergh werd in 1486 weliswaar tot rijksgraaf van het Heilig Roomse Rijk verheven, maar werd niet soeverein.
De bekendste graven van Bergh waren Willem IV (1537-1586) en zijn zoons Herman (1558-1611), Frederik (1559-1618) en Hendrik (1573-1638). Tijdens de Tachtigjarige Oorlog vochten zij eerst aan Staatse, later aan Spaanse zijde om uiteindelijk aan Staatse zijde te eindigen.
Met Oswald III van den Bergh stierf het huis Van der Leck in 1712 mannelijke lijn uit. Oswald overleed kinderloos en had bij testament zijn achterneef Frans Willem van Hohenzollern als zijn opvolger en enig erfgenaam benoemd. Zijn grootmoeder Maria Clara van den Bergh (1644-1689) was de oudere zus van Oswald III en in 1636 gehuwd met Maximiliaan van Hohenzollern-Sigmaringen. Franz Wilhelm was haar tweede kleinzoon. Voorwaarde voor de erfopvolging was dat Franz Wilhelm de naam en het wapen Van den Bergh aan zou nemen, waarmee hij het nieuwe geslacht Hohenzollern-Bergh stichtte en het Land van Bergh overging op het huis Hohenzollern-Sigmaringen. Hij werd in 1737 opgevolgd door zijn zoon Johan Baptist, "de dolle graaf". Daar deze kinderloos bleef kwam Bergh na zijn dood weer in het bezit van de hoofdtak Hohenzollern-Sigmaringen, die zich verder weinig met het gebied bemoeide.
Na de stichting van de Bataafse Republiek werden de heerlijke rechten in 1795 afgeschaft. Het land werd in 1798 deel van het Departement van de Rijn, vervolgens 1802 departement Gelderland, 1811 Boven-IJssel.
Na de stichting van het Verenigd Koninkrijk der Nederlanden in 1815 werden de heerlijke rechten slechts ten dele hersteld. Het land werd deel van de provincie Gelderland. In 1912 verkocht Willem August van Hohenzollern zijn eigendom aan de Enschedese industrieel Jan Herman van Heek.